# Самір ар-Ріфаї (старший)
Самір ар-Ріфаї (араб. سمير الرفاعي; 1901 — 12 жовтня 1965) — йорданський політик, останній прем'єр-міністр емірату Зайордання, п'ятиразовий голова уряду королівства Йорданії.

## Життєпис
Навчався в американському університеті в Лівані. 1924 року очолив бюро прем'єр-міністра. 1933 року став секретарем голови уряду. 1941 року обійняв посаду міністра внутрішніх справ, а 1944 вперше очолив уряд, одночасно обіймаючи посаду міністра закордонних справ.